# Ayzac-Ost
Ayzac-Ost là một xã thuộc tỉnh Hautes-Pyrénées trong vùng Occitanie tây nam nước Pháp. Xã có diện tích 3,08 km2, dân số theo điều tra của INSEE năm 2006 là 412 người.